# 福島学院大学短期大学部
福島学院大学短期大学部（ふくしまがくいんだいがくたんきだいがくぶ、英語: Fukushima Junior College）は、福島県福島市宮代乳児池1-1に本部を置く日本の私立大学。1941年創立、1966年大学設置。大学の略称は福短。
本稿では、旧来の福島女子短期大学・福島学院短期大学を含めて説明する。

## 概観

### 大学全体
- 福島学院大学短期大学部は、福島県福島市内にある日本の私立短期大学。学校法人福島緑が丘学園により1966年に緑ヶ丘女子短期大学として設置された。旧来は女子短大だったが、共学化された。3学科（保育学科、食物栄養学科、情報ビジネス学科）からなる。同法人に福島学院大学、福島学院認定こども園（幼保連携型）がある。通称「福島学院」「FC」。

### 建学の精神（校訓・理念・学是）
- 福島学院大学は教育基本法、学校教育法に則り、学院創立者の信念である「真心こそすべてのすべて」という建学の精神に基づき、Sincerity（真心＝偽りや飾りのない心）と Hospitality （思いやり）を教育の根本におき、広く知識を授けるとともに、深く専門の学芸を教授研究し、知的、道徳的及び応用的能力を展開させ、地域社会に積極的かつ実践的に貢献することを目的とする。 「真心」 真心とはいうまでもなく、誠や至誠などと呼ばれるものと相通じ、 一般的な考え方を示すものとして、広辞苑では、「誠の心。いつわ りのない真実の心。赤心」と記している。また、「誠」の項では、「真」、「実」などの文字とともに、「真実の通りであること。うそでないこと」、また、「人に対して親切にして欺かぬこと」と記している。 このように、真心はまず、自己に対していつわりのないこと。即ち「自らの良心の声に聞いて恥じないこと」を意味している。次に他人に対しては、自己に対するいつわりのない心そのものをもって接し、その人の身になって考える思いやりがあり、他人を決して 欺かないことを意味している。  「すべてのすべて」以上のような意味の「真心」こそは、人間の行為のすべてを貫くものでなければならないのであって、創立者菅野慶助が「一にも真心、二にも真心」と述べているのはこのことを指している。さらに、真心はすべての徳の中でも根本に位するものとして、これらをとらえることができる。この二つの意味を込めて「すべてのすべて」と言っている。

### 教育および研究
- 教育理念「感銘と感動を与え、 知的好奇心を喚起する授業の実施を目指すと共に、 自らの人生を創造的に生きようとする学生を受け入れ、支援する。」 本学が育成しようとする人間像　1.真心を持って人に接し、人の立場を考えて行動できるひとを育てる。（真心は人間社会を築く礎であり、人間関係の基本です。心のこもった対応や接遇を心掛け、相手や他人の立場を理解しようとする謙虚さを失うことなく行動ができる人間を育成する。）2.夢とロマンを胸に、自らの人生を創造的に生きようとするひとを育てる。（夢をもって生きること、ロマンを求めて生きること、その実現に努力すること、それは自らの青春を美しく磨くことである。）3.的確な判断ができ、自らの知識と技能を生かして社会に貢献できるひとを育てる。（的確な判断は、現代社会に必要な知識と教養の獲得と、社会のいろいろな人との　多様な人間関係の錬磨の中から生まれてくるものである。自らの知識を深め、自らの技能を高めて、社会に貢献できる人材の育成につとめる。）4.国際的な視野に立ち、多様性を理解し、相互理解の心を持つひとを育てる。（情報は一瞬にして世界を駆け巡ります。世界は日本に、また日本は世界に影響を与える。国際的な視野に立って考えることのできる人間の育成につとめる。）5.感銘と感動を素直に表現できるひとを育てる。（感銘と感動のある人生ほど素晴らしいものはない。一つひとつの発見や驚きが、人生に若さと新鮮さを与えてくれる。そうした「ひとを育てる教育」でありたいと考える。）

### 創立者と本学院の発祥
- 本学院は、昭和16（1941） 年2 月15 日に、菅野八千代（1914～2004）が福島県の認可を得て福島市栄町（福島駅前地区）に設立した福島高等洋裁学院がその発祥である。菅野八千代は、杉野ドレスメーカー女学院や、山脇服飾美術学院で学び、東北の洋装文化の発展を目指し、洋裁教育を通じて婦人の教養及び社会的地位の向上を目指した。戦後混乱期には県内各地でファッションショーを開催し、女性の自立に繋がる洋裁の振興を通して社会への貢献を続けた。さらに、県内に4 校の分教場を設けることによって、洋装文化の向上と浸透に努めた。福島高等洋裁学院は昭和24（1949） 年に私立学校法により財団法人となり、官立福島師範学校教員であった夫の菅野慶助（1907～1991）も経営に参加し、昭和51（1976） 年3 月には、学校法人福島ドレスメーカー専門学校と改称した。昭和60 （1985）年4 月に福島女子短期大学服飾美術科に創立の理念を引き継ぐまで、卒業生は2 万人を超え、教育をとおした女性の社会的地位向上と社会文化の向上を目指した創立者の志は現在にまで引き継がれている。この間、菅野慶助は高等教育機関を設立を昭和38（1963） 年から進め、昭和40（1965） 年度に保育科の設置認可申請、昭和41（1966） 年度に福島女子短期大学（現．短期大学部）を開設したことが、現在の福島学院大学へとつながっている。

## 沿革
| 昭和16（1941）年 昭和24（1949）年 | 創立者・菅野慶助、菅野八千代により洋裁教育を通じて婦人の教養及び社会 的地位向上を目的とし、福島学院大学の前身となる福島高等洋裁学院を開校 私立学校法により財団法人となる                                                    |
| 昭和41（1966）年                  | 緑ケ丘短期大学開学、保育科開設 |
| 昭和43（1968）年                  | 福島女子短期大学に名称変更、服飾美術科、食物栄養科開設 |
| 昭和46（1971）年                  | 福島女子短期大学保育科第二部開設 |
| 昭和49（1974）年                  | 福島女子短期大学附属幼稚園開設 |
| 昭和51（1976）年 昭和60（1985）年 | 福島高等洋裁学院を学校法人福島ドレスメーカー専門学校へ名称変更 学校法人福島ドレスメーカー専門学校廃止、福島女子短期大学秘書科開設                                                                                           |
| 平成 元（1989）年                 | 生活教養科開設（服飾美術科・学科名変更） |
| 平成 4 （1992）年                 | 学校法人福島学院に法人名称変更 |
| 平成12（2000）年                  | 福島学院短期大学に名称変更し男女共学化 生活デザイン科開設（生活教養科・学科名変更） 情報ビジネスコミュニケーション科開設（秘書科・学科名変更）                                                                              |
| 平成13（2001）年                  | 福祉心理科、専攻科福祉専攻第一部開設 |
| 平成14（2002）年                  | 情報ビジネス科開設（情報ビジネスコミュニケーション科・学科名変更） |
| 平成15（2003）年                  | 福島学院大学開学、福祉学部福祉心理学科開設 福島学院短期大学生活デザイン科、福祉心理科募集停止（大学へ定員振替） |
| 平成16（2004）年                  | 福島学院大学短期大学部、福島学院大学附属幼稚園に名称変更 |
| 平成18（2006）年                  | 福島駅前キャンパス開設 |
| 平成19（2007）年                  | 大学院臨床心理学研究科臨床心理学専攻（修士課程）開設 |
| 平成24（2012）年                  | 福島学院大学短期大学部 専攻科 臨床栄養専攻・情報ビジネス専攻開設 |
| 平成25（2013）年                  | 大学院心理学研究科臨床心理学専攻に研究科名変更 大学院心理学研究科こども心理専攻開設 |
| 平成27（2015）年                  | 福島学院大学福祉学部こども学科開設 福島学院大学附属幼稚園を幼保連携型福島学院大学認定こども園へ移行 |
| 平成29（2017）年                  | 福島学院大学短期大学部 保育科第二部、及び専攻科 福祉専攻第一部・ 臨床栄養専攻・情報ビジネス専攻廃止 福島学院大学短期大学部 保育科第一部を保育学科、食物栄養科を食物栄養 学科、 情報ビジネス科を情報ビジネス学科に学科名変更 |
| 令和 元（2019）年                 | 大学院心理学研究科こども心理専攻廃止 |

## 基礎データ

### 所在地

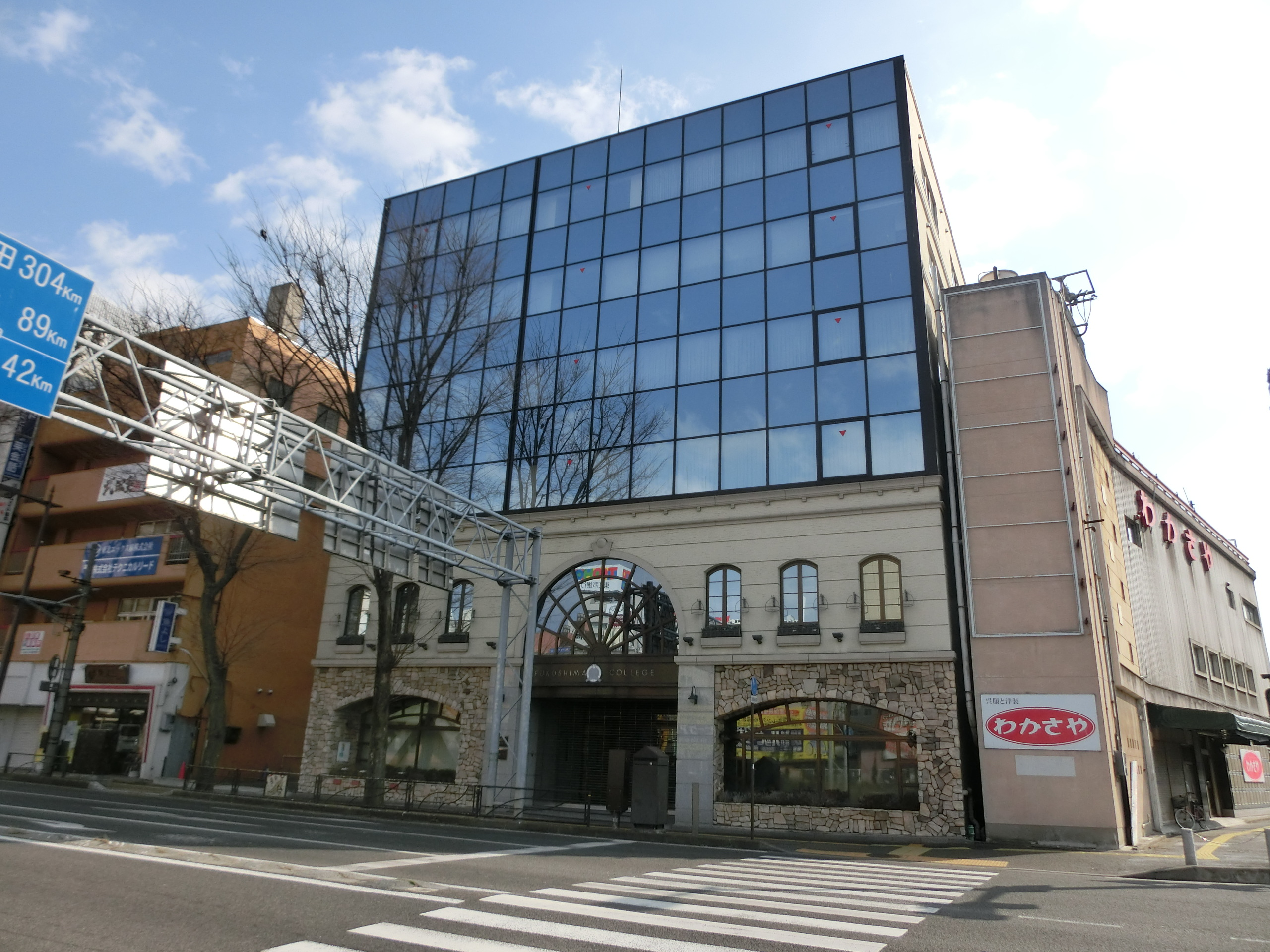
福島駅前キャンパス

- 宮代キャンパス（福島県福島市宮代乳児池1-1）
- 福島駅前キャンパス（福島県福島市本町2-10）

### 象徴
- 校章　月桂樹の葉をモチーフに昭和41（1966）年デザイン制作された。学生が勉学に励み、社会に出て活躍し月桂冠を授けられるような人になってほしいとの願いが込められている。
- エンブレム　建学の精神「真心こそすべてのすべて」を根底とし、建学時の月桂樹に託された願いと福島学院大学が求める人物像をエンブレムの上部に掲げ、大学の伝統と文化の上に健やかで誉れ高い姿を表している。
- イメージマーク　教育指針の一つである「夢のある教育」を根底とし、月桂樹をモチーフとして明るく快適なキャンパスライフを表している。
- 校歌　福祉学部が設置された平成15（2003）年、シンガーソングライター水谷亜希子作詞作曲「輝くあなたへ」を第一校歌、「ここで手に入れたもの」を第二校歌とした。歌詞には教育理念の「夢」「ロマン」そして建学の精神「真心」がキーワードとして入っている。第一校歌は入学式から在学中、第二校歌は卒業式に歌い継がれている。

## 教育および研究

### 学風および特色
- 真心を持った人材を育成　どんなに知識が豊富で高いスキルを持っていても、他人を思いやる心や、誠心誠意ものごとと向き合う心がなければ周囲から信頼されるプロフェッショナルとは言えないとし、開学以来「真心こそ、すべてのすべて」を建学の精神に掲げ、真心をもった人材を育成している。
- こだわりの少人数制で教員との距離が近い　　創立以来、一貫して少人数教育にこだわり、一人一人の顔が見える距離で授業を展開。学生と教員の距離が近く、学生の表情を見逃さないきめ細やかな指導を心がけている。
- 基本的な国語能力の習得を徹底　　大学の授業でのレポートや小論文作成、就職において必須スキルである国語能力について、全学科で「文章表現」の授業を開講し、適切な自己表現によってより良い人間関係を作り上げていけるよう習得に力を入れている。
- 地域に根差した地方大学ならではのメリット　　幼児教育、福祉心理、食物栄養、情報ビジネスの分野について、東北地域の「現場の声」を反映した教育を展開。多数活躍する卒業生とのつながりを生かし「現場で今この瞬間に抱えている課題」に地元の学生として関わり、考える機会を設けるため、自治体や企業との連携協定を進めている。

### 組織

#### 学科
- 保育学科
- 食物栄養学科
- 情報ビジネス学科

##### 取得資格について
資格
- 栄養士：食物栄養学科
- 保育士：保育学科

教職課程
- 幼稚園教諭二種免許状が保育学科おいて設置されている。

## 学生生活

### 部活動・クラブ活動・サークル活動
- 文科系クラブ　　ハンドベルクワイア、軽音楽クラブ、赤十字奉仕団、手芸クラブ、手打ちそばクラブ、写真クラブ、ローターアクトクラブ～国際社会奉仕団～、ボランティアクラブ　P‘ｓ（ピース）、地域貢献クラブ　AMUZ（アムズ）、eスポーツクラブ
- 運動系クラブ　　YOSAKOIクラブ“月下舞流”、ジャギークラブ、ボウリングクラブ、バスケットボールクラブ、バドミントンクラブ、バレーボールクラブ、アウトドアスポーツクラブ、フットサルクラブ、卓球クラブ、テニスクラブ、ストリートダンスクラブATTIVO

### 学園祭
- 福島学院大学短期大学部の学園祭は「のぎく祭」と呼ばれ例年、10月に行われている。

## 大学関係者と組織

### 大学関係者組織
- 福島学院大学短期大学部には、同窓会組織がある。

## 施設

### 宮代キャンパス
使用学科・研究科　：短期大学部保育学科、食物栄養学科
付属施設　：図書館情報センター、子育て支援センター、、認定こども園
交通アクセス　：阿武隈急行線「福島学院前駅」すぐ、JR東北本線「東福島駅」より徒歩約10分、福島交通バス「福島江学院前」より徒歩約3分

### 福島駅前キャンパス
使用学科・研究科　：短期大学部情報ビジネス学科
付属施設　：心理臨床相談センター、地域連携センター
交通アクセス　：福島駅東口より徒歩約5分、福島交通バス「大町」より徒歩約1分

## 対外関係

### 連携協定
地域の高等教育機関として様々なシーズを活かした連携事業を展開している。
- 福島民報社（2016.2～）
- 土湯温泉観光協会（2016.2～）
- 伊達市（2016.7～）
- ふくしま市産官学連携プラットフォーム（2018.8～）
（福島市、福島県商工会議所、福島県中小企業家同友会福島地区、福島大学、福島県立医科大学、桜の聖母短期大学）
- 飯坂温泉観光協会（2019.6～）
- 福島県食品生産協同組合（2019.11～）
- 福島県立医科大学（2020.1～）
- NPO法人結倶楽部（2020.7～）

### 他大学との協定
- 放送大学[1]

### 系列校
- 福島学院大学

## 社会との関わり
- 公開講座「聴講生・科目履修生」制度
- アカデミア・コンソーシアムふくしま加盟校による単位互換制度
- 心理臨床相談センター　市民の心の相談
- 教員免許更新講習
- 人材寄付講座

## 卒業後の進路について

### 就職について
- 保育学科では、「幼稚園教諭二種免許状」と「保育士資格」を取得することができ、この2つを取得することにより「保育教諭」として認定こども園（幼保連携型）でも勤務することができる。また「社会福祉主事任用資格」も取得できることから、幼稚園、保育所だけでなく、社会福祉施設や児童福祉施設にも活躍の場が広がっている。食物栄養学科では、「栄養士」の資格を取得することができ、これを活かし、学校・病院・福祉施設等の給食提供に係る他、食と栄養の専門家としてスポーツクラブ、食品メーカー、外食産業、一般企業でも多く活躍している。情報ビジネス学科では、どんな職場でも発揮できるビジネスマナーと実務能力を養成するため、医療事務、SE/プログラマー、デザインクリエイティブ職など、自分の興味関心に沿って幅広い職種で活躍している。

### 編入学・進学実績
- 福島学院大学・福島大学・東北学院大学・東北福祉大学・東北文化学園大学・桜美林大学・東京情報大学・東京福祉大学・高崎商科大学・埼玉学園大学・文京学院大学・長岡造形大学・日本福祉大学・大阪国際大学などがある。

## 短期大学関連書物
- 『福島女子短期大学』1976年および1980年度用の入学案内小冊子が福島県立図書館にて保管されているとの情報がある。
- 『福島女子短期大学十年』
- 『福島女子短期大学創立20周年記念誌』（1986年発行）
- 『福島女子短期大学研究紀要』ほか。福島県立図書館をはじめ県内の大手図書館に所蔵されている。詳細は、福島県立図書館のホームページを開いて｢図書館横断検索システム｣にて｢福島女子短期大学｣を入力すると検索しやすくなる。